# Asagena
Genre
Asagena est un genre d'araignées aranéomorphes de la famille des Theridiidae.

## Distribution
Les espèces de ce genre se rencontrent en Amérique du Nord, en Europe, en Asie et en Afrique du Nord.

## Liste des espèces
Selon World Spider Catalog (version 25.0, 10/05/2024) :
- Asagena americana Emerton, 1882
- Asagena brignolii (Knoflach, 1996)
- Asagena fulva (Keyserling, 1884)
- Asagena italica (Knoflach, 1996)
- Asagena medialis (Banks, 1898)
- Asagena meridionalis Kulczyński, 1894
- Asagena phalerata (Panzer, 1801)
- Asagena pulchra (Keyserling, 1884)
- Asagena semideserta (Ponomarev, 2005)

## Systématique et taxinomie
Ce genre a été décrit par Sundevall en 1833. Il est placé en synonymie avec Steatoda par Levi en 1957. Il est relevé de synonymie par Wunderlich en 2008.

## Publication originale
- Sundevall, 1833 : Conspectus Arachnidum. Londini Gothorum, p. 1-39.